# Spółgłoska krtaniowa
Spółgłoska krtaniowa lub laryngalna – spółgłoska artykułowana w głośni.
W systemie IPA istnieją następujące symbole dla spółgłosek krtaniowych:
| MAF | Opis                                          | Przykład  | Przykład        | Przykład    | Przykład  |
| MAF | Opis                                          | Język     | Pisownia        | MAF         | Znaczenie |
| --- | --------------------------------------------- | --------- | --------------- | ----------- | --------- |
| ʔ   | Zwarcie krtaniowe                             | arabski   | أغاني / 'a'ġani | [ʔaˈɣaːniː] | pieśni    |
| ɦ   | Spółgłoska szczelinowa krtaniowa dźwięczna    | czeski    | Praha           | [ˈpra.ɦa]   | Praga     |
| h   | Spółgłoska szczelinowa krtaniowa bezdźwięczna | angielski | hat             | [ˈhæt]      | kapelusz  |

Wielu lingwistów uważa, że „szczelinowe” spółgłoski krtaniowe nie są prawdziwymi spirantami, lecz przejściowymi stanami głośni bez utworzenia szczeliny.
Dźwięczna spółgłoska krtaniowa zwarta jest niemożliwa – zwarte struny głosowe nie mogą drgać.